# Eugen Hausbrand
Eugen Gottfried Julius Hausbrand (* 14. September 1845 in Wehlau, Ostpreußen; † 15. Januar 1922 in Berlin) war ein deutscher Apparatebauer, Ingenieur und Unternehmer.

## Leben und Wirken
Hausbrand absolvierte ab 1866 ein Ingenieurstudium an der Allgemeinen Abteilung des Gewerbeinstituts Berlin. Danach trat er 1869 eine Stellung bei der Maschinenfabrik von Ruffer in Breslau an. Dieses Arbeitsverhältnis, unterbrochen durch seine Teilnahme am Deutsch-Französischen Krieg 1870/1871, bestand bis zu seinem Wechsel zur weit über die Grenzen Deutschlands bekannten Kupferschmiede von Carl Justus Heckmann in Berlin im April 1875. Im Jahr 1873 wurde Hausbrand Mitglied im Verein Deutscher Ingenieure (VDI), er gehörte zunächst dem Breslauer Bezirksverein des VDI an und ab 1875 dem Berliner Bezirksverein. Für den Berliner Bezirksverein war er wiederholt Schriftführer des Vorstands sowie Abgeordneter zum Vorstandsrat des VDI.
Wegen seiner hohen fachlichen Kompetenz übertrug Heckmann Hausbrand schon nach kurzer Zeit die Prokura; er leitete nach dem Tod Heckmanns 1878 mehr als vierzig Jahre das Unternehmen, das von Heckmann als Kupferschmiede gegründet worden war und sich mit der Zeit zu einer renommierten Fabrik des Apparatebaus mit Niederlassungen in Breslau, Moskau und Havanna entwickelte. Mit dem Bau von Destillationsanlagen sowie maschinellen Ausrüstungen für die Zuckerindustrie fand das Unternehmen weltweite Anerkennung.
Hausbrand revolutionierte die bis dahin eher beschauliche Verfahrenstechnik, die wesentlich empirisch geprägt war, indem er auf dem Gebiet der physikalisch-chemischen Prozesse Grundlagenforschung betrieb und seine Erkenntnisse in mehreren Büchern publizierte, die rasch zu Standardwerken für Anlagenbauer, Konstrukteure, Verfahrenstechniker usw. wurden. Hausbrands 1893 veröffentlichte Monografien über die chemischen Prozesse und Apparate der Destillation, des Verdampfens, Kondensierens, Kühlens und Trocknens in Verbindung mit seinem Hilfsbuch für den Apparatebau gab den Kesselschmieden und Küfern, und den auf diesem Gebiet arbeitenden Ingenieuren entscheidende Richtlinien zur Erleichterung bei der Konstruktion von Geräten und Vorrichtungen in diesem Tätigkeitsbereich.
Der bedürfnis- und rastlose, aber in Fachkreisen als kooperativ geltende Junggeselle Hausbrand bekam allerdings nur eine zögerliche Anerkennung und Zugang zum Curriculum an den Hochschulen und Universitäten. Die Wertschätzung genoss er in den USA, wo Warren K. Lewis Hausbrand als „the world first process engineer“ (den „weltweit ersten Verfahrensingenieur“) würdigte. Erst zwanzig Jahre nach seinen fundamentalen Publikationen und zwei Tage vor seinem Tod verlieh ihm die Technische Hochschule (Berlin-)Charlottenburg die Ehrendoktorwürde. Die Nachricht darüber erreichte ihn nicht mehr.

## Auszeichnungen
- 1907: Ehrentitel eines (königlich preußischen) Baurats
- 1914: Wahl zum Generalsekretär der Deutschen Gesellschaft für Volksbäder
- 1914: Ehrenmitgliedschaft des Verbandes Deutscher Apparatebau-Anstalten
- 1921: Ehrenmitgliedschaft des Berliner Bezirksvereins des Vereins Deutscher Ingenieure[3]
- 1922: Ehrendoktorwürde der Technischen Hochschule Berlin[5]

## Schriften
- Die Wirkungsweise d. Rektifizier- u. Destillierapparate. Julius Springer, Berlin 1893.
- Das Trocknen mit Luft und Dampf. Julius Springer, Berlin 1898.
- Verdampfen, Kondensieren, Kühlen. Julius Springer, Berlin 1899
- Hilfsbuch für den Apparatebau. Julius Springer, Berlin 1901.
- Von der Kupferschmiede zur Großindustrie. Dargestellt am Lebenswerk von C. J. Heckmann. In: Beiträge zur Geschichte der Technik und Industrie. Band 13 (1923), S. 61–88.